# Chử Lệnh Cừ
Chử Lệnh Cừ (chữ Hán: 褚令璩) là hoàng hậu của Nam Tề Phế Đế Tiêu Bảo Quyển trong lịch sử Trung Quốc.

## Tiểu sử
Chử Lệnh Cừ xuất thân từ gia đình quý tộc, người Dương Địch, Hà Nam (nay là Vũ Châu, Hà Nam. Cha bà là đại thần Chử Trừng (褚澄); bác là Chử Uyên, đại thần Lưu Tống, sau làm tể tướng dưới triều Nam Tề Cao Đế.
Năm 495, bà trở thành Thái tử phi của Tiêu Bảo Quyển dưới triều Nam Tề Minh Đế, song không được sủng ái. Theo Bắc sử, Tiêu Bảo Quyển đã có quan hệ loạn luân với các chị em gái của mình.
Năm 498, Tiêu Bảo Quyển lên ngôi kế vị. Chử phi được sắc phong Hoàng hậu. Chử hoàng hậu không có con, nhận nuôi Thái tử Tiêu Tụng (蕭誦) sau khi Hoàng thục nghi qua đời khi sinh. Tiêu Bảo Quyển chơi bời vô độ, bỏ bê triều chính, có cuộc sống xa hoa và hoang dâm. Những hành động của Bảo Quyển đã làm gia tăng những vụ phản loạn lật đổ.
Khoảng tết năm 501, Tiêu Bảo Quyển bị ám sát và bị giáng thụy hiệu thành Đông Hôn hầu. Chử Hoàng hậu và Thái tử Tiêu Tụng bị giáng làm dân thường. Từ đó không còn ghi chép lịch sử nào về Chử hoàng hậu, không biết khi nào qua đời.